# Gepard
Il Gepard è un semovente antiaereo tedesco con una torretta armata di 2 cannoni da 35 mm Oerlikon svizzeri, un radar sul tetto per la ricerca ed uno anteriore per il tiro. La torretta è stata in larga parte progettata in Svizzera dagli arsenali di Thun, in quanto avrebbe dovuto equipaggiare la versione antiaereo del Pz-68 Svizzero (versione realizzata solo a livello di prototipo). Lo scafo è quello del Leopard 1, non si sa se con una leggera diminuzione della corazzatura o meno, ma la torretta può essere adattata anche a carri come l'OF-40.

## Sviluppo
Negli anni cinquanta ben 500 M42 Duster vennero forniti all'esercito della Germania Occidentale. Sebbene queste armi fossero molto potenti, esse non avevano un sistema di tiro sofisticato, non avevano che alimentazione in forma di 'clip' di 5 colpi; non davano inoltre alcuna capacità di difesa NBC, mancando inoltre di luci IR notturne e di protezione balistica per il mezzo. Oltretutto avevano un motore dal grande consumo di benzina, che nonostante l'ottima efficienza meccanica non consentiva autonomia elevata (praticamente 2 ore di moto alla massima velocità).
L'esercito tedesco ebbe l'esigenza di nuovi mezzi antiaerei; la gara iniziò nel 1966, prendendo in considerazione veicoli con cannoni da 30 e 35 mm. Alla fine, negli anni 70', venne approvato il progetto del Gepard, con torretta ed armi svizzere su carro Leopard 1 (per le armi da 30 si era forse pensato al Marder).
I primi mezzi vennero approntati nel 1976 e dimostravano già tutte le caratteristiche definitive del veicolo, chiamato ufficialmente flakpanzer Gepard.

## Tecnica
Il nuovo veicolo è basato su scafo del Leopard 1. Esso ha comunque una corazza in acciaio saldato e un potente motore Diesel.
La torretta, nonostante la minore protezione rispetto a quella del Leopard, è talmente grande che ne aumenta il peso di circa 5 tonnellate. In essa prendono posto il capocarro e l'artigliere. Una coppia di cannoni ad alta velocità KDA sono sistemati ai lati, in una sorta di 'pod' corazzati, e sono dotati di sensore per la rivelazione della effettiva velocità iniziale, mentre sul davanti vi è il radar di tiro e sopra la torre quello di sorveglianza. La cadenza di tiro è di 550 colpi per minuto per arma, e la gittata è di 3500 metri. Le munizioni sono di calibro troppo piccolo per avere spolette VT (prossimità radar).
Il Gepard acquisisce il bersaglio con il radar per la ricerca, poi lo passa a quello di inseguimento e infine può aprire il fuoco grazie alla punteria automatica del computer di bordo. Vi sono 330 proiettili per arma tra HE e perforanti decalibrati (solo una piccola quantità, 80 mm a 1000 metri), con alimentazione a nastro continuo che non richiede ricariche manuali.

## Operatività
I primi Gepard entrarono in produzione nel 1976, ma la velocità all'epoca era tale che entro 4 anni ne vennero prodotti ben 570.
420 mezzi sono stati ordinati dalla Germania Ovest, quasi sostituendo in rapporto 1:1 i precedenti M42 Duster, 95 per i Paesi Bassi (con elettronica olandese), e 55 per il Belgio. Anche l'Italia era interessata, ma si ritirò giudicandolo troppo costoso.
A tutt'oggi i Gepard vengono aggiornati con limitate modifiche ai computer e agli apparati di mira ottici.
In Germania dal 2010 sostituito dal Wiesel 2 Ozelot.
Nel luglio 2022 la Germania ha donato 3 Gepard all’Ucraina allo scopo di usarli come difesa antiaerea nella conflitto russo-ucraino.

## Utilizzatori
- Belgio: 55; ritirati dal servizio.
- Cile: 30 veicoli acquistati da surplus dell'esercito tedesco.
- Germania: 377 costruiti, 94 rimasti in servizio fino alla completa introduzione del sistema SysFla
- Paesi Bassi: 60 veicoli, la maggior parte dei quali sono in riserva.
- Brasile: 36, processo di ricezione
- Romania: 43, tutti acquistati dall'esercito tedesco.[2]

- Ucraina: 50 veicoli donati dalla Germania durante l'Invasione russa dell'Ucraina del 2022. A metà di luglio 2022 i primi 15 semoventi corazzati saranno consegnati, dopo aver addestrato il personale ucraino e consegnato 60 mila munizioni per i cannoni KDA da 35 mm.[3] Ad aprile 2023, almeno un veicolo Gepard è stato danneggiato o distrutto dall'esercito russo.[4][5]